# Bienvenido Lumbera
Bienvenido "Bien" Lumbera (Lipa, 11 april 1932 – 28 september 2021) was een Filipijns schrijver, dichter en criticus. Lumbera won in 1993 een Ramon Magsaysay Award en werd 2006 door president Gloria Macapagal-Arroyo uitgeroepen tot nationaal kunstenaar van de Filipijnen.

## Biografie

### Vroege levensloop en opleiding
Bienvenido Lumbera werd geboren op 11 april 1932 in de stad Lipa in de Filipijns provincie Batangas. Zijn vader Timoteo Lumbera overleed toen Bienvenido 1 jaar oud was door een val uit een boom. Toen zijn moeder, Carmen Lumbera vier jaar later ook overleed aan de gevolgen van kanker, werden hij en zijn oudere zus verder opgevoed door hun grootmoeder Eusebia Teru. Na het voltooien van lagere school in Lipa ging hij naar de Mabini Academy. Hier ontwikkelde hij zijn liefde voor Engelstalige literatuur. Na het behalen van zijn diploma begon hij in 1950 aan een studie journalistiek aan de University of Santo Tomas. Hier kreeg hij ondere les van Erlinda Francia-Rustia en Manuel Viray. met behulp van Viray's connecties publiceerde Lumbera in 1953 zijn eerste gedicht genaamd Frigid Moon in de Manila Chronicle.
In 1954 behaalde hij cum laude zijn Bachelor of Letters. Nadat hij in Manilla geen baan kon vinden, ging hij in Lipa aan de slag als leraar Engels op Mabini Academy, zijn oude middelbare school. Halverwege het jaar nam hij ontslag en ging hij werken voor The Bamboo Telegraph, een lokale krant die uitkwam in de omgeving van Subic Bay. Daar werd hij na twee maanden echter ontslagen, waarop hij terugkeerde naar Manilla. Daar werkte hij nog korte tijd voor het Santo Rosario Magazine, een maandblad van het Catholic Welfare Office, tot hij het bericht kreeg dat hij met een Fulbright-beurs kon studeren in de Verenigde Staten. Hij schreef zich in voor een master-opleiding Comparative literature aan Indiana University in Bloomington en studeerde in totaal vier jaar in de VS. In 1960 behaalde hij zijn master-diploma en had hij bovendien, met uitzondering van het proefschrift, aan alle vereisten voor een Ph.D.-diploma voldaan.

### Docent en hoogleraar
Na terugkeer in Manila in 1960 doceerde hij eerst aan Holy Ghost College, tot hij in 1961 werd aangenomen als docent aan de Ateneo de Manila University. Na drie jaar gewerkt te hebben als docent nam hij verlof op, om zijn doctoraal af te kunnen ronden. Zijn proefschrift had de titel Tradition and Influences in the Development of Tagalog Poetry (1570-1898) en zijn lokale begeleider was professor Teodoro Agoncillo van het Ateneo. In 1966 keerde hij terug naar Indiana University in de VS en in 1967 rondde hij met succes zijn promotieonderzoek af.
Terug in de Filipijnen pakte hij zijn baan op het Ateneo weer op. Het was een periode dat het onderwijs op de Ateneo en ook de onderwijsinstelling zelf Filipiniseerde. Amerikanen in de organisatie werden vervangen door Filipino's. Lumbera besloot in deze periode om in het Tagalog les te gaan geven in plaats van het Engels. Hij werd benoemd tot hoofd van de afdeling Engels van de faculteit Kunst en wetenschappen en trof voorbereidingen voor de oprichting van een afdeling Filipijnen-studies. Nadat de afdeling in 1970 een feit was, werd hij benoemd tot hoofd. De afdeling bestond echter niet erg lang. Nadat president Ferdinand Marcos in 1972 de staat van beleg afkondigde, zag het Ateneo zich gedwongen een reorganisatie door te voeren. Daarbij werd de afdeling Filipijnen-studies weer opgeheven.
Lumbera dook kort daarop onder, maar werd in 1974 gearresteerd en zonder aanklacht gedurende bijna een jaar gevangen gehouden in Ipil Rehabilitation Center in Fort Bonifacio. Twee jaar na zijn vrijlating werd Lumbera benoemd tot hoogleraar Filipijns en Filipijnse literatuur aan de University of the Philippines. Lumbera gaf een grote variëteit aan colleges. Vanaf 1979 voltooiden de eerste promovendi van Lumbera hun doctoraalstudies. Enkele van hen, zoals Nicanor Tiongson, Soledad Reyes en Doreen Fernandez werden later ook grote namen in de Filipijnse cultuur.
Tussen 1981 en 1984 was Lumbera een zogenaamde "Artist in Residence". Met uitzondering van enkele kortdurende gastdocentschappen bij het Center for East Asian Cultural Studies in Tokio in 1983 en het Southeast Asian Studies Summer Institute van de University of Michigan in 1984 kon hij zich in deze periode volledig concentreren op zijn werk als schrijver. Van 1985 tot 1988 was Lumbera docent Filipijns aan de Universiteit van Osaka in Japan.

### Schrijver en dichter
Naast zijn werk als docent en hoogleraar schreef Lumbera, diverse librettos, boeken, essays en gedichten. Ook schreef hij vele artikelen en boek-, film- en toneelbesprekingen. De eerste libretto die hij schreef was Tales of the Manuvu (1977) in opdracht van choreograaf Alice Reyes, met muziek van Nonong Pedero. Deze moderne ballet musical ging over de legendes van het volk op Manuvu Hill in Mindanao. Het jaar erop schreef hij Ang Palabas Bukas, met muziek van componist Lucio San Pedro. Deze moderne versie van een Zarzuela ging over het leven van Nora Aunor, een populaire Filipijnse zangeres en actrice die haar carrière begon als verkoper van water op een treinstation. In 1980 schreef hij opnieuw in opdracht van Reyes Rama Hari (1980), ditmaal met muziek van Ryan Cayabyab.
Hij schreef ook diverse boeken over Filipijnse literatuur en publiceerde tevens enkele boeken met kritieken. Samen met zijn vrouw Cynthia publiceerde hij in 1982 een anthologie over de Filipijnse literatuur, genaamd: Philippine Literature: A History and Anthology. Andere boeken die hij schreef waren Revaluation: Essays on Philippine Literature, Cinema and Popular Culture (1984 en 1997), Tagalog Poetry, 1570-1898: Tradition and Influences in its Development (1986), Abot-Tanaw: Sulyap at Suri sa Nagbabagong Kultura at Lipunan (1987), Filipinos Writing: Philippine Literature from the Regions (2002) en Writing the Nation/Pag-akda ng Bansa (2002).
In 1993 publiceerde hij zijn eerste dichtbundel  Likhang Dila, Likhang Diwa. Later volgden nog andere bundels, zoals Balaybay, mga Tulang Lunot at Manibalang (2002) en Poetika/politika: tinipong mga tula (2008), een verzameling gedichten over politieke onderwerpen.
Lumbera ontving vele onderscheidingen voor zijn werk als schrijver. Zo kreeg hij in 1975 een speciale onderscheiding voor Sunog sa Lipa at Iba Pang Tula bij de Carlos Palanca Memorial Awards. Ook won hij in 1985, 1986 en in 1987 een National Book Award, uitgereikt door de Manila Critics’ Circle. In 1993 was hij een van de winnaars van de Ramon Magsaysay Award en in 1999 werd hij door het Cultural Center of the Philippines onderscheiden met een Centennial Award. In 2006 ten slotte werd Lumbera door president Gloria Macapagal-Arroyo benoemd tot nationaal kunstenaar van de Filipijnen.

### Privéleven
Lumbera is sinds 19 maart 1975 getrouwd met Cynthia Nograles. Cynthia was een oud-student van Lumbera. Zij schreef in 1974 brieven naar Juan Ponce Enrile en later naar Fidel Ramos om hem vrij te krijgen. Kort na zijn vrijlating op voorspraak van Ramos in december 1974 trouwde het stel. Samen kregen ze vier dochters: Laya Maria Isabela (1976), Tala Maria Lorena en Sining Maria Ros (1978) en Silay Maria Mendiola (1986).
Lumbera overleed op 89-jarige leeftijd aan de gevolgen van een hartinfarct.